# 여철현
여철현(呂喆鉉, 1897년 1월 7일 - 1966년 2월 1일)은 대한민국의 변호사로 해방 이후 미군정기에 광주지방법원검사국 검사장(임명사령제36호)을 역임하였다. 본관은 함양(咸陽), 호는 心齋이다.

## 경력
- 1928년 9월 10일 조선변호사시험 합격
- 1929년 2월 1일 변호사개업
- 1943년 4월 25일 ~ 1945년 11월 광주지방변호사회장
- 1945년 11월 19일 ~ 1946년 9월 8일 광주지방법원 검사국 검사장
- 1946년 11월 10일 ~ 1947년 11월 5일 호남신문사 부사장
- 1948년 3월 24일 전라남도 선거관리위원회위원
- 1957년 3월 ~ 1957년 5월 전남함평환표사건 특별검사

## 여철현 검사장 구속 사건
1946년 2월말 찬탁과 반탁의 혼란의 소용돌이 속에서 미군정은 비협조적인 민족주의자들을 좌익으로 몰아 검거하는 일이 많았는데, 이들은 1946년4월1일 전남인민위원회위원장 박준규와 부위원장 국기열을 검거하여 검찰에 송치하였다. 당시 프라이스전남미군정지사는 여철현검사장을 도청으로 불러 이사건을 잘 처리하고 그 결과를 자신에게 보고해 달라 하였다. 이에 여검사장은 검사회의를 소집하여 이사건을 김장섭(이후 국회의원역임)차장검사가 담당키로하고 조사 후 구형도 검사회의에서 결정하기로 하였다. 검사회의 결과 박준규,국기열은 막연한 미군정포고령2호 위반이며 뚜렸한 범죄 사실이 입증되지 않아 기소유예로 석방하였다. 그러나 프라이스미군정지사는 사전승인 없이 석방한 사실을 들어 1946년4월19일 명령불복종죄로 여검사장을 구속하고 다음날 징역1년과 벌금25,000원을 언도하였다. 이에 광주지방법원 판검사진은 사법권에 대한 중대한 간섭과 침해행위라고 규정하고 전원 사표를 제출하였으며 오필선광주지방법원장(이후 대법관역임)과 김장섭차장검사가 상경하여 군정청의 법무국장 우돌(Emery J. Woodall)소령을 만나 진정서를 제출하고 강력 항의하자 구속17일만인 1946년5월5일 무죄로 석방되었다.
여검사장이 석방되던 날 미군정은 미안하다면서 형무소 앞에 지프까지 대기시키는 선심을 썼으나 여철현은 내발로 걸어간다며 걸어서 집으로 돌아갔다. 이사건으로 여철현은 검사장 사직원을 제출하였고 후에 전주지방검사장으로 발령이 났으나 부임하지 않았다. 한편 다시 구속된 인민위원회 위원장 박준규와 부위원장 국기열은 정식재판을 거듭해 무죄로 석방되었다.
여철현은 보수적인 우익의 눈으로 사회를 바라본 것이 아니라 사건을 비교적 객관적으로 바라보았고, 이러한 객관성은 미군정과 마찰로 이어졌던 것이다.